# Macedonia Unita

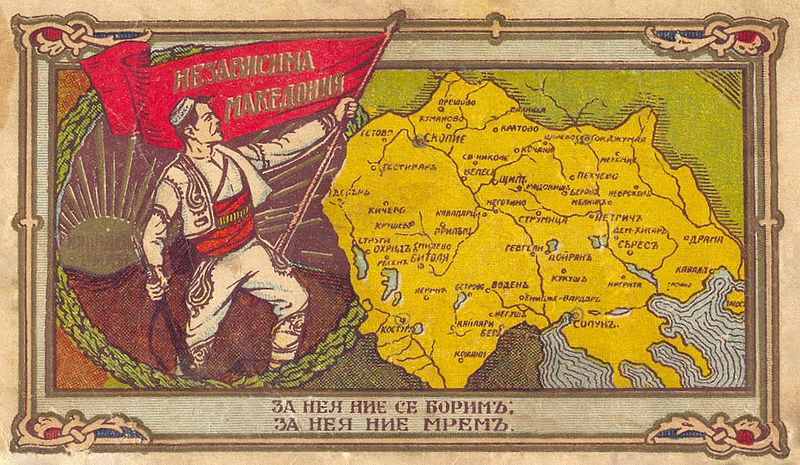
Una mappa della Grande Macedonia

La Macedonia Unita (in macedone Обединета Македонија?   , Obedineta Makedonija), o Grande Macedonia ( Голема Македонија , Golema Makedonija), è un concetto irredentista tra i nazionalisti etnici macedoni che mira a unificare la regione transnazionale della Macedonia nell'Europa sud-orientale (che rivendicano come loro patria e che affermano essere stata ingiustamente divisa in base al Trattato di Bucarest nel 1913) in un unico Stato che sarebbe dominato dai macedoni etnici. La capitale proposta di tale Macedonia Unita è la città di Salonicco (Solun nelle lingue slave), la capitale della Macedonia greca, che i macedoni etnici e il leader jugoslavo Josip Broz Tito avevano pianificato di incorporare nei propri stati (insieme all'entroterra della Macedonia greca, che chiamarono Macedonia Egea).

## Storia del concetto
Le radici del concetto possono essere fatte risalire alla prima conferenza socialista balcanica del 1910 come possibile soluzione della questione macedone. Georgi Dimitrov, un politico bulgaro, scrisse nel 1915 che la creazione di una "Macedonia, che era stata divisa in tre parti, doveva essere riunita in un unico stato con pari diritti nel quadro della Federazione democratica balcanica". Nel 1924, l'Internazionale Comunista suggerì che tutti i partiti comunisti balcanici adottassero una piattaforma di "Macedonia unita", ma il suggerimento fu respinto dai comunisti bulgari e greci. Nel 1934 il Comintern emise un documento politico ufficiale, in cui per la prima volta un'autorevole organizzazione internazionale riconobbe l'esistenza di un popolo macedone separato e di una lingua macedone.
Secondo il comunista jugoslavo Svetozar Vukmanović, lo slogan su una Macedonia unita apparve nel manifesto del quartier generale dell'Esercito di liberazione nazionale della Macedonia, all'inizio di ottobre 1943. A quel tempo Vukmanović fu inviato da Tito per "macedonizzare" la lotta comunista in Macedonia e per darle una nuova facciata etnico-macedone. Uno dei suoi principali successi fu un ritiro dei sentimenti pro-bulgari in tempo di guerra dei comunisti locali nel filo-jugoslavismo. Di conseguenza il Comitato Regionale dei Comunisti filo-bulgaro in Macedonia venne sciolto e sostituito da un nuovo Partito Comunista di Macedonia, come parte del Partito Comunista Jugoslavo.
I comunisti jugoslavi riconobbero la nazionalità macedone separata per ridurre i timori della popolazione slava macedone che avrebbero continuato la politica ex jugoslava di serbizzazione forzata. Non sostenevano l'idea che gli slavi macedoni fossero bulgari, perché ciò significava nella pratica che l'area doveva rimanere parte della Bulgaria dopo la guerra. In seguito i comunisti jugoslavi proclamarono come loro obiettivo l'unificazione delle tre regioni della Macedonia (jugoslava, greca e bulgara), attirando così i nazionalisti macedoni.
Durante le successive operazioni della Guerra di Liberazione Nazionale della Macedonia, i combattenti comunisti macedoni svilupparono le aspirazioni sulla regione geografica della Macedonia che continuarono dopo il 1944 durante la guerra civile greca. L'accordo di Bled (1947) firmato dai leader comunisti Georgi Dimitrov e Josip Broz Tito prevedeva anche l'unificazione della Macedonia jugoslava e bulgara. Fu anche la prima volta che la Bulgaria riconobbe i macedoni etnici e la lingua macedone. Dopo la scissione di Tito-Stalin nel 1948 e la morte di Dimitrov nel 1949, nello stesso anno i comunisti persero la guerra civile in Grecia. Ciò pose fine all'applicazione pratica del concetto.

## Dopo lo scioglimento della Jugoslavia
Dal 1989, i nazionalisti di etnia macedone chiesero una "Macedonia unita", affermando che "Solun (Salonicco) è nostra" e "Lottiamo per una Macedonia unita". Dalla fine degli anni '80 e dall'inizio degli anni '90 circolarono diverse mappe raffiguranti la "Macedonia Unita" come un paese indipendente, sostenendo le affermazioni irredentiste dei nazionalisti macedoni contro il territorio sia greco che bulgaro. In una di quelle mappe tutto il Monte Olimpo era incorporato nel territorio della "Macedonia Unita". I nazionalisti macedoni suddividono la regione della Macedonia come segue:
- Macedonia di Vardar (Вардарска Македонија) che comprende:
  - il territorio della Macedonia del Nord;
  - Gora (Гора), piccole porzioni del Kosovo meridionale e dell'Albania orientale
  - Prohor Pčinski (Прохор Пчински), Serbia meridionale; e
- Macedonia greca (o "Macedonia egea", "Егејска Македонија"), Grecia settentrionale;
- Provincia di Blagoevgrad (o "Macedonia di Pirin", "Пиринска Македонија"), Bulgaria sudoccidentale; e
- Mala Prespa e Golo Brdo (Мала Преспа и Голо Брдо), Albania.

I nazionalisti macedoni descrivono le aree di cui sopra come le parti non liberate della Macedonia e affermano che la maggioranza della popolazione in quei territori è di etnia macedone oppressa. Nei casi di Bulgaria e Albania, si afferma che siano sottostimati nei censimenti (in Albania ci sono ufficialmente 5.000 macedoni di etnia, mentre i nazionalisti macedoni affermano che le cifre sono più simili a 120.000-350.000. In Bulgaria ci sono ufficialmente 1.600 macedoni etnici, mentre i nazionalisti macedoni ne rivendicano 200.000). In Grecia esiste una minoranza di lingua slava con varie auto-identificazioni (macedone, greca, bulgara), stimata dall'Ethnologue e dal Greek Helsinki Monitor tra 100.000-200.000 (secondo il Greek Helsinki Monitor solo una stima di 10.000-30.000 hanno un'identità nazionale etnica macedone). Il governo della Macedonia del Nord, guidato dal partito nazionalista VMRO-DPMNE, ha affermato  che esiste una minoranza etnica macedone che conta fino a 750.000 in Bulgaria e 700.000 in Grecia. L'idea di una Macedonia unita sotto il dominio comunista fu abbandonata nel 1948 quando i comunisti greci persero nella guerra civile greca e Tito si scontrò con l'Unione Sovietica e la Bulgaria filo-sovietica.
Nella sua prima risoluzione, VMRO-DPMNE, il partito di governo nazionalista al tempo dell'allora Repubblica di Macedonia, ha adottato la piattaforma di una "Macedonia unita", un atto che ha infastidito i politici moderati di etnia macedone ed è stato anche considerato dalla Grecia come un'intollerabile rivendicazione irredentista contro la Macedonia greca.
Prima e subito dopo l'indipendenza, in Grecia si presumeva che l'idea di una Macedonia unita fosse ancora sponsorizzata dallo stato. Nella Costituzione della Repubblica di Macedonia, adottata il 17 novembre 1991, l'articolo 49 recita:
(1) La Repubblica si prende cura dello status e dei diritti delle persone appartenenti al popolo macedone nei paesi vicini, nonché degli espatriati macedoni, ne aiuta lo sviluppo culturale e ne promuove i legami.
(2) La Repubblica tutela i diritti culturali, economici e sociali dei cittadini della Repubblica all'estero.
Il 13 settembre 1995, la Repubblica di Macedonia ha firmato un accordo provvisorio con la Grecia al fine di porre fine all'embargo economico imposto dalla Grecia, tra le altre ragioni, per le rivendicazioni territoriali percepite. Tra le sue disposizioni, l'Accordo specificava che la Repubblica di Macedonia avrebbe rinunciato a tutte le rivendicazioni territoriali sui territori degli stati vicini.
Il concetto di Macedonia unita è stato ancora trovato tra le fonti ufficiali della Macedonia del Nord, e insegnato nelle scuole attraverso i libri di testo scolastici e attraverso altre pubblicazioni governative.